# Ypthima pratti
Ypthima pratti är en fjärilsart som beskrevs av Henry John Elwes 1893. Ypthima pratti ingår i släktet Ypthima och familjen praktfjärilar. Inga underarter finns listade i Catalogue of Life.